# あり子
あり子は、日本のコンピュータゲーム、キャラクターデザイナー。イラストレーターー。

## 人物
タイトー「幕末志士の恋愛事情」のキャラクターデザイン、原画のグラフィックをすべて手がけたフリーのイラストレーター。スクウェア・エニックス出身。

## 作品

### ゲーム
- 幕末志士の恋愛事情

### 小説の表紙・挿絵
- ハーシェリク（楠のびる著、Mノベルス）
- 最強魔法使いの弟子（予定）は諦めが悪いです（佐伯さん著、PASH!ブックス）
- 英雄魔術師はのんびり暮らしたい 活躍しすぎて命を狙われたので、やり直します（柊遊馬著、TOブックス）

### アニメのコミカライズ
- SSSS.GRIDMAN 新世紀中学生日記（KADOKAWA、『月刊コミックアライブ』2019年12月号より2020年12月号まで連載、全2巻）ISBN 978-4-04-064631-2